# Josefa Barba-Gosé Flexner
Pour les articles homonymes, voir Barba (homonymie) et Flexner (homonymie).
Josefa Barba-Gosé Flexner, également connue sous le nom de Pepita Barba ou encore Josefa B. Flexner, née en 1904 et morte le 25 juin 2000 à Philadelphie, est une chercheuse en neurosciences espagnole, qui en 1937, pendant la Guerre d'Espagne, s'exile aux États-Unis où elle vit le reste de sa vie.

## Biographie

### Formation
Josefa Barba-Gosé naît au début des années 1900 dans une famille de notables catalans. Elle suit en parallèle des études de pharmacie et de droit, la pharmacie par vocation scientifique et le droit comme un défi personnel vis-à-vis de son frère. De ses études en pharmacie, elle apprécie tout particulièrement la recherche en laboratoire. En 1926, elle s'installa à Madrid, où elle intégre la prestigieuse Residencia de Señoritas. Là, elle a accès à un laboratoire de chimie de pointe, créé en 1920 par sa première directrice, la biochimiste américaine Mary Foster.
En 1927, elle revint en Espagne et commence à travailler avec Augusto Pi Suñer (es) et Jesús María Bellido y Golferichs à l'Instituto de Fisiología de Barcelone. Par l'intermédiaire de la Junta para Ampliación de Estudios e Investigaciones Científicas (JAE), présidée par Santiago Ramón y Cajal, elle sollicite une bourse afin de poursuivre ses études au Royaume-Uni, et obtint celle de la Royal Pharmaceutical Society of Great Britain de décembre 1928 à août 1929.
Après son retour d'Angleterre et la présentation de sa thèse de doctorat à Madrid en 1929, elle devient membre de la Real Sociedad Española de Física y Química (Société royale espagnole de physique et chimie). Au début des années 1930, elle obtient une autre bourse d'études, cette fois auprès de la Fondation María Patxot y Rabell, l'institution philanthropique fondée par le mécène Rafael Patxot y Jubert, du nom de sa fille morte prématurément. Cette aide financière lui permet de déménager aux États-Unis, notamment pour parfaire ses connaissances à la faculté de médecine de l'Université Johns-Hopkins de Baltimore. Lors de son séjour à Baltimore, elle rencontre le neurophysiologiste américain Louis B. Flexner (en) (1902-1996), avec qui elle noue une amitié qui se transforme plus tard en relation à la fois amoureuse et professionnelle.
Au terme de ses études de spécialisation à Baltimore, elle revient à Barcelone en 1932, sous la République.

### Carrière
Après avoir été l'une des figures de la jeunesse de l'école de biologie dite catalane, elle est contrainte de fuir la guerre civile en juillet 1937. Elle traverse clandestinement les Pyrénées, par le poste frontière du Perthus, et rejoint la France lors de la Retirada. Exilée, elle retrouve Louis B. Flexner qu'elle épouse. Le couple s'installe aux États-Unis, où elle commence une nouvelle vie, tant sur le plan personnel que scientifique. Elle travaille à l'université Johns-Hopkins aux côtés de son mari, dont elle adopte le nom, et y connaît une fructueuse carrière scientifique.
La majeure partie de ses apports scientifiques dans le domaine de la neurophysiologie ne sont connus qu'en 1951, lorsque le couple déménage à Philadelphie pour travailler à l'Université de Pennsylvanie. Deux ans plus tard, elle y co-fonde avec son mari le Institute of Neurological Sciences, dont Louis B. Flexner prend la direction. Après cinquante-neuf ans de vie commune et de recherches partagées, elle se retrouve veuve en avril 1996. Elle meurt quatre ans plus tard, le 25 juin 2000 à l'âge de quatre-vingt-dix-sept ans. 
Le XXe siècle n'a pas rendu justice à ses travaux. Ce n'est qu'à la fin de la première décennie du XXIe siècle que le nom de Pepita Barba apparaît dans les mémoires de Núria Pi Suñer, nièce d'August Pi Suñer, qui avait dirigé Josefa Barba-Gosé lors de son séjour à l'Instituto de Fisiología de Barcelone en 1927-1928.